# Qadsia SC
Qadsia Sporting Club (arabsky: نادي القادسية الرياضي) je kuvajtský fotbalový klub z města Kuvajt. Klub byl založen roku 1960. Domácím stadionem klubu je Mohammed Al-Hamad Stadium s kapacitou 26 000 diváků.